# Cod ATC M01
Format:Cod ATC M
Codul ATC M01 Preparate antiinflamatoare și antireumatice este o parte a sistemului de clasificare anatomică, terapeutică și chimică a medicamentelor, un sistem dezvoltat de către Organizația Mondială a Sănătății (OMS) pentru clasificarea medicamentelor și a altor produse medicinale. Subgrupul M01 este o parte a grupului M Sistemul musculo-scheletic.
Codurile pentru preparatele de uz veterinar sunt create prin alipirea literei Q în fața codului ATC corespunzător produsului pentru uz uman; de exemplu, QM01. Codurile ATCvet care nu au un cod ATC corespunzător produsului de uz uman sunt citate începând cu Q în lista următoare.

## M01AAntiinflamatoareșiantireumaticenesteroidiene

### M01AA Pirazolidine
M01AA01 Fenilbutazonă
M01AA02 Mofebutazonă
M01AA03 Oxifenbutazonă
M01AA05 Clofezonă
M01AA06 Kebuzonă
QM01AA90 Suxibuzonă
QM01AA99 Combinații

### M01AB Derivați deacid acetic
M01AB01 Indometacin
M01AB02 Sulindac
M01AB03 Tolmetină
M01AB04 Zomepirac
M01AB05 Diclofenac
M01AB06 Alclofenac
M01AB07 Bumadizonă
M01AB08 Etodolac
M01AB09 Lonazolac
M01AB10 Fentiazac
M01AB11 Acemetacin
M01AB12 Difenpiramidă
M01AB13 Oxametacin
M01AB14 Proglumetacină
M01AB15 Ketorolac
M01AB16 Aceclofenac
M01AB17 Bufexamac
M01AB51 Indometacin, combinații
M01AB55 Diclofenac, combinații

### M01ACOxicami
M01AC01 Piroxicam
M01AC02 Tenoxicam
M01AC04 Droxicam
M01AC05 Lornoxicam
M01AC06 Meloxicam
M01AC56 Meloxicam, Combinații

### M01AE Derivați deacid propionic
M01AE01 Ibuprofen
M01AE02 Naproxen
M01AE03 Ketoprofen
M01AE04 Fenoprofen
M01AE05 Fenbufen
M01AE06 Benoxaprofen
M01AE07 Suprofen
M01AE08 Pirprofen
M01AE09 Flurbiprofen
M01AE10 Indoprofen
M01AE11 Acid tiaprofenic
M01AE12 Oxaprozină
M01AE13 Ibuproxam
M01AE14 Dexibuprofen
M01AE15 Flunoxaprofen
M01AE16 Alminoprofen
M01AE17 Dexketoprofen
M01AE18 Naproxcinod
M01AE51 Ibuprofen, combinații
M01AE52 Naproxen și esomeprazol
M01AE53 Ketoprofen, combinații
M01AE56 Naproxen și misoprostol
QM01AE90 Vedaprofen
QM01AE91 Carprofen
QM01AE92 Tepoxalină

### M01AGFenamați
M01AG01 Acid mefenamic
M01AG02 Acid tolfenamic
M01AG03 Acid flufenamic
M01AG04 Acid meclofenamic
QM01AG90 Flunixină

### M01AHCoxibi
M01AH01 Celecoxib
M01AH02 Rofecoxib
M01AH03 Valdecoxib
M01AH04 Parecoxib
M01AH05 Etoricoxib
M01AH06 Lumiracoxib
M01AH07 Polmacoxib
QM01AH90 Firocoxib
QM01AH91 Robenacoxib
QM01AH92 Mavacoxib
QM01AH93 Cimicoxib
QM01AH94 Deracoxib
QM01AH95 Enflicoxib

### M01AX Alte AINS
M01AX01 Nabumetonă
M01AX02 Acid niflumic
M01AX04 Azapropazonă
M01AX05 Glucozamină
M01AX07 Benzidamină
M01AX12 Glucozaminoglican polisulfat
M01AX13 Proquazonă
M01AX14 Orgoteină
M01AX17 Nimesulidă
M01AX18 Feprazonă
M01AX21 Diacereină
M01AX22 Morniflumată
M01AX23 Tenidap
M01AX24 Oxaceprol
M01AX25 Sulfat de condroitină
M01AX26 Ulei de avocado și ulei de soia, nesaponificabile
QM01AX52 Acid niflumic, combinații
M01AX68 Feprazonă, combinații
QM01AX90 Pentosan polisulfate
QM01AX91 Aminopropionitril
QM01AX92 Grapiprant
QM01AX99 Combinații

## M01B Combinații de antiinflamatoare și antireumatice

### M01BA Antiinflamatoare și antireumatice combinate cucorticosteroizi
M01BA01 Fenilbutazonă și corticosterozi
M01BA02 Dipirocetil și corticosterozi
M01BA03 Acid acetilsalicilic și corticosterozi
QM01BA99 Combinații

## M01CAntireumatice specifice

### M01CAChinoline
M01CA03 Oxicinchofen

### M01CBSăruri de aur
M01CB01 Aurotiomalat de sodiu
M01CB02 Aurotiosulfat de sodiu
M01CB03 Auranofin
M01CB04 Aurotioglucoză
M01CB05 Aurotioprol

### M01CCPenicilaminăși similare
M01CC01 Penicilamină
M01CC02 Bucilamină